# (1384) Kniertje
(1384) Kniertje ist ein Asteroid des Hauptgürtels, der am 9. September 1934 vom niederländischen Astronomen Hendrik van Gent in Johannesburg entdeckt wurde.
Der Asteroid ist nach der Hauptfigur aus dem Drama Op hoop van zegen des niederländischen Journalisten und Theaterautoren Herman Heijermans benannt.